# Польське астрономічне товариство
Польське астрономічне товариство (пол. Polskie Towarzystwo Astronomiczne) — польське наукове товариство, засноване в 1923 році, об'єднує професійних астрономів.

## Опис діяльності
Відповідно до Статуту, метою створення та діяльності даного Товариства є розвиток астрономічних наук і популяризація астрономії в суспільстві.
Першим головою Товариства був доктор наук, директор Краківської обсерваторії Тадеуш Банахевич (1923—1930). Членами Товариства є 278 осіб (2020).

### Видавнича робота
Починаючи з 1998 року, Товариство, спільно з Польським товариством любителів астрономії (пол. Polskie Towarzystwo Miłośników Astronomii), випускає журнал «Urania – Postępy Astronomii», в якому публікуються статті з астрономії, теоретичної та спостережної астрофізики, зоряної астрономії, висвітлюються питання астрономічних методів та інструментів, а також періодично здійснюються огляди книг і тематичних публікацій.

### Нагороди
Кожні два роки Товариство вручає три престижні нагороди:
- Медаль Богдана Пачинського — за видатні наукові досягнення в галузі астрономії;
- Премія імені Влодзімежа Зонна — за популяризацію знань про Всесвіт;
- Молодіжна премія Польського астрономічного товариства — молодіжна премія за видатні індивідуальні досягнення в області астрономії, що вручається астрономам віком до 35 років.

### Проведення конференцій
Важливою формою діяльності Товариства є проведення загальнонаціональних конференцій, основна мета яких — аналіз та координація поточних і перспективних досліджень польських астрономів. У період з 1923 по 2019 рік конференції проводилися 39 разів.

## Президенти
Президенти Польського астрономічного товариства після Другої світової війни:
- Еугеніуш Рибка (1948–1952),
- Влодзімеж Зонн (1952–1956 i 1963–1975),
- Стефан Пйотровський (1956–1959),
- Антоній Опольський (1959–1963),
- Єжи Стодулкевич (1975–1989),
- Роберт Глембоцький (1989–1995),
- Єжи Крейнер (1995–1999),
- Анджей Вощик (1999–2007),
- Едвін Внук (2007–2011),
- Божена Черна (2011–2013),
- Агнешка Крищинська (2013–2017),
- Марек Сарна (2017–2025).

## Сьогодення
Товариство є членом Європейського астрономічного товариства і Міжнародного астрономічного союзу.
Головою Товариства є доктор астрофізичних наук, професор Марек Сарна.
Актуальна інформація про діяльність Товариства публікується на сайті www.pta.edu.pl.